# Escuela Deriúguina
La Escuela Deriúguina es la academia de gimnasia rítmica más prestigiosa de Ucrania y una de las más importantes del mundo. Desde sus instalaciones han salido campeonas internacionales. Tiene su sede en la capital ucraniana, Kiev, y en ella se celebra la principal competición de gimnasia rítmica del país, la Copa Deriúgina (Кубок Дерюгіної). Es dirigida por Albina Deriúguina, como entrenadora en jefe, y por su hija, Irina Deriúgina, como entrenadora asistente. La hija de Irina, Ireesha Blokhina, es coreógrafa superior.
El Centro Internacional de Cultura y Arte de Kiev, más conocido como el Palacio de Octubre, es el centro principal de entrenamiento.

## Historia
La Escuela Deriúguina se fundó durante la ocupación soviética, en la década de los setenta. Desde sus inicios, sus alumnos destacaron en gimnasia rítmica dentro de la categoría grupal. El grupo acreedor de reconocimiento mundial estaba compuesto por Viktoria Serykh, Olga Plokhova, Ludmila Yevtushenko, Olga Shchegoleva, Zhanna Vasyura e Irina Deriúgina, quién se convirtió en campeona mundial de la categoría individual en 1977 y 1979.
Durante los ochenta, tras diez años, la alumna Aleksandra Timochenko se convirtió en medallista de bronce en los Juegos Olímpicos de Seúl 1988 y medallista de oro en los Juegos Olímpicos de Barcelona 1992, mientras que la aprendiz Oksana Skaldina obtuvo la plata ese mismo año.
A lo largo de la década de los noventa en la academia Deriúguina se entrenaron figuras destacadas como Ekaterina Serebrianskaya y Elena Vitrichenko. Sin embargo, estas dos abandonaron la escuela Deriúguina por diferentes discrepancias y siguieron entrenando en otros lugares. Por otra parte, Tamara Yerofeeva y, sobre todo, la hija de Viktoria Serykh, Anna Bessanova, fueron las principales figuras del nuevo talento emergente en la Escuela Deriúguina durante la primera década del siglo XXI. El Palacio de Octubre fue ocupado por manifestantes durante las movilizaciones de Euromaidán. Según la alumna Ganna Rizatdinova, gran parte del equipo de la escuela desapareció.

## Copa Deriúguina[4]
En 1996, durante el 35 aniversario de la Escuela Deriúguina, por primera vez en la Copa Deriúguina los atletas ucranianos presentaron sus rutinas y programas olímpicos.
En 1997, la Federación Internacional de Gimnasia, a través del Comité Organisador de los torneos mundiales Grand Prix, incluyó a la Copa Deriúguina en las Series Grand Prix de Gimnasia Rítmica. Fue la primera competencia de los estados pertenecientes a la Comunidad de Estados Independientes (países ex-soviéticos) en ser catalogada con ese rango.

## Polémicas
Irina Deriúguina se vio envuelta en un escándalo en el Campeonato Europeo de Gimnasia Rítmica de 2000, tras la retirada de la competición de Elena Vitrichenko, al considerarse perjudicada por las notas concedidas por un sector de jueces, entre quienes se encontraba Irina Deriúguina. Algunas semanas después, Irina y otras cinco jueces fueron suspendidas por un año. Varios años después, en 2008, Irina Deriúguina volvió a ser suspendida como jueza, al considerarse que había cometido numerosas infracciones, en esta ocasión por 8 años, aunque posteriormente la condena se redujo a la mitad. Estas polémicas repercutieron en la opinión pública sobre la imagen y profesionalidad de la academia que lleva su apellido.
Tras las pérdidas materiales de la Escuela Deriúguina a lo largo de las manifestaciones de 2013 y 2014, Irina publicó un video, dirigido al presidente ruso, Vladímir Putin, en el que hacía un llamado a la hermandad entre rusos y ucranianos.

## Alumnos destacados
- Irina Deriugina - Campeona mundial de 1977 y 1979 en pruebas múltiples
- Olexandra Tymoshenko - Campeona mundial de 1992 y Campeona del Campeonato Europeo 1988 (triunfo compartido con Adriana Dunavska) en pruebas múltiples
- Oksana Skaldina - Campeona mundial de 1991 en pruebas múltiples y medallista de bronce en Los Juegos Olímpicos de 1992
- Ekaterina Serebrianskaya - Campeona mundial den 1995 en pruebas múltiples, Campeona del Campeonato Europeo en 1996 en pruebas múltiples y Campeona Olímpica de 1996 en pruebas múltiples
- Victoria Stadnik - Medallista de bronce durante el Campeonato Mundial de 1995 en la categoría de equipo
- Tamara Yerofeeva - Campeona Mundial de 2001 en pruebas múltiples
- Anna Bessonova - Campeona Mundial en pruebas múltiples y dos veces medallista de bronce olímpica en los Juegos Olímpicos de Atenas 2004 y los Juegos Olímpicos de Beijing 2008
- Natalia Godunko - Campeona Europea con cinta en 2005 y Campeona Mundial con cuerda en 2006
- Nadezhda Belavtseva - Campeona Absoluta de Ucrania y ocho veces campeona nacional de Ucrania
- Alina Maksymenko - Campeona Mundial con mazas en 2013
- Viktoriia Mazur - Campeona Mundial en categoría de equipo 2013 (con Ganna Rizatdinova y Alina Maksymenko).
- Anastasiia Mulmina
- Eleonora Romanova - Campeona Mundial en 2014
- Olena Diachenko -
- Ganna Rizatdinova - medallista de bronce en los Juegos Olímpicos de Río de Janeiro 2016, medallista de bronce en el campeonato Mundial 2013
- Anna Stankus - intérprete con aro de hula hula .